# Westend (Francfort-sur-le-Main)
Pour les articles homonymes, voir Westend.
Westend est un quartier du centre de Francfort, subdivisé en deux quartiers Westend-Nord et Westend-Süd, situé dans l'arrondissement d'Innenstadt II.